# Бартош Везенборг
Бартош Везенборг (Веземборг), также называемый Бартош Одолянувский (пол. Bartosz Wezenborg; ум. 1393) — польский магнат, староста Куявии (1374—1377), воевода познанский (с 1387).

## Происхождение
Представитель польского дворянского рода герба «Тур». Сын Перегрина (II). Его семья происходила из Лужицы, из Вайсенбурга, в XIII веке он приехал в Силезию и имел поместья в Олесницком княжестве.
Его предком считался рыцарь Перегрин, спасший князя вроцлавского Генриха Бородатого во время покушения в Гонсаве (1227 г.).

## Биография
В последние годы жизни короля Польши Казимира III Великого Бартош был одним из ближайших соратников монарха, в том числе: он предстал перед судом против тевтонских рыцарей. В 1369 году он получил город Козминек, между 1370 и 1372 годами он получил поместья в Гостыни и Одолянуве.
После смерти Казимира III он поддержал его преемника Людовика Венгерского, в обмен на что стал старостой Куявии (1374—1377). В 1375 году вместе с Сендзивоемй Шубинским он разгромил князя Владислава Белого, претендента на польский престол, под Гневковом, а затем осадил княжеские войска в Злотории. После капитуляции князя он вызвал его на поединок, который тот выиграл.
Лишенный звания старосты Куявии за противодействие назначению Домарата из Пержно старостой познанским, он удалился в Одолянув, откуда начал организовывать грабительские экспедиции против тевтонских рыцарей. Вероятно, в 1380 году он захватил за выкуп 59 бургундских рыцарей, направлявшихся в Тевтонское государство для участия в набеге на литовцев. Тевтонский магистр заплатил выкуп за 59 гостей Ордена в размере 20 000 злотых или 27 тысяч флорины. Поскольку Людовик Венгерский считал тевтонских рыцарей своими союзниками, он приказал старостам Великой Польши занять Одолянув. Город в конечном итоге не был захвачен, когда в Скарбимежицах (ныне Скалмежице) близ Калиша был заключен договор с Бартошем, который согласился продать свои поместья государству.
Отвергнув условия мирового соглашения, в 1382 году Людовик Великий заказал новую экспедицию, которой командовал его зять Сигизмунд Люксембургский. Осада была прорвана через несколько дней из-за смерти Людовика, и Сигизмунд согласился с условиями предыдущего соглашения и поспешил в Венгрию, чтобы стать преемником своего тестя. Попутно Сигизмунд отверг требования великопольской знати, которая требовала, чтобы Сигизмунд остался в стране и сместил Домарата с должности старосты, что повлекло за собой начало трехлетней войны между Наленчами и Гржималитами. Бартош поддержал князя Земовита IV Мазовецкого, претендовавшего на вакантный польский королевский престол.
В 1382 году польские магнаты и рыцари единогласно поддержали коронацию польский престол Ядвиги, младшей дочери Людовика Великого. Бартош прибыл в Краков с большим отрядом, в котором скрывался Земовит IV. Сторонники семьи Наленчей планировали похитить королеву, выдать её замуж за мазовецкого князя и таким образом посадить его на польский престол, но это в конечном итоге не удалось. Вскоре Бартош и войска Земовита IV Мазовецкого осадили Калиш с 19 июня по 14 августа 1383 года. Лишь после 1384 года Бартош признал власть нового короля Польши Владислава Ягелло, ставшего супругом Ядвиги. Вскоре после этого он стал сподвижником короля, а в 1387 году познанским воеводой.
У него осталось два сына, старший Бартош (из Гостыни) был каштеляном в Накло.
Его именем названы улицы в Одолянуве и Острове Великопольском.